# Giligiliani
Giligiliani — офшорне газове родовище в Індійському океані біля узбережжя Танзанії в блоці 2, правами на розробку якого володіє консорціум у складі норвезької Statoil (65 %, оператор) та ExxonMobil (35 %). Належить до газоносного басейну Мафія (отримав назву за островом Мафія з архіпелагу Занзібар).
Родовище виявили восени 2014 року внаслідок спорудження буровим судном Discoverer Americas свердловини Giligiliani-1, закладеної в районі з глибиною моря 2500 метрів. Вона мала довжину 6003 метри та виявила газонасичений інтервал у пісковиках епохи верхньої крейди.
Giligiliani, так само як і родовища Мронге та Мдаласіні, не заплановано задіювати на першому етапі розробки блоку 2. Це пояснюється їх розташуванням в районах зі складним рел'єфом дна — від узбережжя Танзанії тягнуться численні підводні каньйони з завглибшки до 200—300 метрів та нестабільними схилами.
За результатами буріння Giligiliani-1 геологічні ресурси родовища оцінено в 34 млрд м³ газу.